# Sidney (Colúmbia Britànica)
Sidney és una vila de l'Illa de Vancouver, a la província de la Colúmbia Britànica, al Canadà. És una de les 13 municipalitats de la Regió metropolitana de Victoria i la seva població és de 11.672 habitants l'any 2016. La vila està situada just a l'est de l'Aeroport Internacional de Victòria i a uns 6 km al sud de la terminal de British Columbia Ferry Services Inc ("BC Ferries") (BCF) a Swartz Bay. És igualment l'únic port d'escala canadenca en el sistema de transbordadors de l'Estat de Washington, amb transbordadors que connecten Sidney a les Illes San Juan i a Anacortes.
L'Estret de Haro, poblat d'illots forma part de la "mar dels Salish" i configura el límit a l'est de Sidney. Existeix una important indústria de navegació d'esbarjo i de la marina a la regió, anant de ports esportius per a constructors d'embarcacions a proveïdors de vaixells.
Sidney és una de les dues viles del llibre del Canadà.